# Galgalatz
Galgalatz (en hébreu : גלגל"צ) est une station de radio israélienne, émanation de la radio de l'armée Galeï Tsahal (Galatz). Son nom reprend d'ailleurs Galatz, « Gal » signifiant « vague ». 
Cette station de radio a été créée en 1993 et diffuse principalement des tubes ainsi qu'un bulletin d'information, diffusé toutes les heures. Créée avec le soutien du ministère israélien des Transports, elle diffuse assez fréquemment des informations sur le trafic, les accidents, et dispose d'un journaliste embarqué dans un hélicoptère appartenant à un sponsor. 
Radio militaire, ses employés sont principalement des soldats effectuant leur service militaire ou des réservistes. 
Le taux d'écoute de la radio en Israël est particulièrement élevé, tout particulièrement chez les jeunes. Le taux d'auditeurs de 18 ans et plus s'élevait à 25 % en 2006. Les animateurs de la radio sont en premier lieu des Israéliens qui effectuent leur service militaire. 

## Tsahal 2
Galgalatz fut créée sur la base de la radio Tsahal 2 qui était une station secondaire de la radio Galatz. Tsahal 2 avait été établie en avril 1990. 

## Fréquences (FM) en Israël
- Tel-Aviv : 91.8
- Haifa : 107
- Jérusalem : 93.9
- Beer-Sheva : 99.8
- Kiryat Shmona : 104.1
- Eilat et Mitzpe Ramon : 106.4